# Giacomo Ciamberlani
Giacomo Ciamberlani (Montegiorgio, 1893 – Civitanova Marche, 1965) è stato un pittore e disegnatore italiano, noto anche per la sua attività di caricaturista, poeta, scrittore e giornalista.

## Biografia
Giacomo Ciamberlani nacque a Montegiorgio nel 1893. La famiglia si trasferì in Argentina dove Ciamberlani passò l'infanzia. Qui frequentò l'Accademia di belle arti di Buenos Aires e partecipò al I Salon internacional des artes.
Rientrato in Italia tra le due guerre, senza tralasciare la pittura, Ciamberlani lavorò sia come corrispondente nel settore culturale che caricaturista per giornali romani come Il Messaggero, sostenendo e divulgando il Futurismo, un movimento molto attivo nella regione con artisti come Ivo Pannaggi o Bruno Tano.
Nel 1953 partecipò alla II Mostra degli artisti marchigiani presso il Palazzo delle Esposizioni organizzata nel contesto della VI Quadriennale nazionale d'arte di Roma, per poi vincere il Premio Salvi nel 1955. Nel 1957 partecipò al II Premio Scipione di Macerata. Nel 1965 pubblicò poi per la Foglio il libro d'artista Giacomo Ciamberlani. L'opera grafica. 12 litografie nella collana Panorama d'Arte Moderna.